# Caesar Rudolf Boettger
Caesar Rudolf Boettger (Frankfurt am Main, 1888. május 20. – Heidelberg, 1976. szeptember 8.) német zoológus, aki főleg malakológiára, ezen belül is a szárazföldi házas csigák és meztelencsigák kutatására szakosodott. Zoológiai szakmunkákban nevének rövidítése: „Boettger, C.”.

## Élete
Frankfurt am Mainban született. 1912-ben szerezte meg a PhD tudományos fokozatot a bonni egyetemen, majd 1914-ben tudományos kutatóexpedícióra indult Afrikába. Az első világháború idején Franciaországban és Törökországban tartózkodott. 1932-ben magántanári kinevezést kapott a berlini egyetemen, amelynek zoológiai tanszékén 1938-ban professzori címet szerzett. 1947-ben a braunschweigi műszaki egyetem állattani professzora lett, ugyanott egy természettudományi múzeumot is alapított.
Miután 1956-ban nyugalomba vonult, öt kutatóutat szervezett, túlnyomórészt Észak-Amerikába, de ezek némelyikének útvonala kiterjedt Mexikóra és a Hawaii-szigetekre is. 1967–68 folyamán részt vett az észak-karolinai haditengerészeti orvosi laboratórium egy kutatási projektjében is. Több mint tucatnyi különböző állatfajt neveztek el az emlékére.
Közeli rokonságban állt Oskar Boettger német herpetológussal, aki a nagybátyja volt.

## Művei
- Die Landschneckenfauna der Aru- und der Kei-Inseln (Szárazföldi csigák az Aru- és a Kei-szigeteken), Frankfurt am Main, 1922
- Die subterrane Molluskenfauna Belgiens, (Belgium föld alatti puhatestű-faunája), Brüsszel, 1939
- Die Stämme des Tierreichs in ihrer systematischen Gliederung, Braunschweig, 1952
- Entstehung und Werdegang des 200jährigen Staatl. Naturhistorischen Museums zu Braunschweig (A 200 éves braunschweigi természettudományi múzeum létrejötte és története), Braunschweig, 1954
- Die Haustiere Afrikas (Afrika háziállatai), Jéna, 1958

Könyvben megjelent művein felül az élete során mintegy 220 folyóiratcikket és kisebb tanulmányt publikált. 

## Fordítás
- Ez a szócikk részben vagy egészben  a   Caesar Rudolf Boettger című angol Wikipédia-szócikk fordításán alapul.  Az eredeti cikk szerkesztőit annak laptörténete sorolja fel. Ez a jelzés csupán a megfogalmazás eredetét és a szerzői jogokat jelzi, nem szolgál a cikkben szereplő információk forrásmegjelöléseként.